# Вутах
Вутах (нем. Wutach) — община в Германии, в земле Баден-Вюртемберг.
Подчиняется административному округу Фрайбург. Входит в состав района Вальдсхут. Население составляет 1218 человек (на 31 декабря 2010 года). Занимает площадь 30,48 км².